# Гладкий, Кирилл Семёнович
Кири́лл Семёнович Гла́дкий (1756 — 27 декабря 1831 (8 января 1832), Черниговская губерния) — российский государственный деятель, действительный статский советник, Херсонский и Екатеринославский губернатор.

## Биография
Кирилл Семёнович Гладкий родился в 1756 или 1759 году (по формулярному списку в 1791 г. ему было 32 года), происходил из бедной дворянской семьи (по словам же A. M. Фадеева был сын простого малороссийского крестьянина).
Не получив должного образования, он обязан быстрым движением по службе лишь своему природному уму и отличным дарованиям (A. M. Фадеев дает иное объяснение причинам служебных успехов Гладкова).
Герб Гладкого внесен в Часть 10 Общего гербовника дворянских родов Всероссийской империи, стр. 150.
Начав службу 10 мая 1771 года в Днепровском пикинёрном полку капралом и будучи произведен 27 сентября 1782 г. в прапорщики, он затем перешёл на гражданскую службу на должность секретаря 1-го департамента Екатеринославского губернского магистрата с чином провинциального секретаря (15 марта 1784 г.).
Произведенный 12 сентября 1785 года в коллежские секретари, К. С. Гладкий 28 августа 1790 года переведён асессором в Екатеринославскую уголовную палату, и в 1791 г. произведен в коллежские асессоры.
В 1795 году он был назначен советником Новороссийского губернского правления; в 1796 г. произведен в надворные советники, в 1799 г. — в коллежские советники, в 1800 г. — в статские советники.
В 1802 году Кирилл Семёнович Гладкий был назначен председателем Слободско-Украинской уголовной палаты; в 1803 г. переведен председателем Херсонской уголовной палаты, и в 1804 г. произведен в действительные статские советники.
В 1805 г. он назначен Херсонским гражданским губернатором, а в 1808 г. — Екатеринославским. По воспоминаниям Андрея Фадеева отставлен из-за неуклюже организованной встречи великого князя Николая Павловича (будущего императора Николая І).
22 января 1816 года Гладкий освобождён от должности, с причислением к Герольдии, в 1819 году вследствие расстроенного здоровья вышел в полную отставку. В последние годы жизни Гладкий страдал неизлечимой болезнью.
Кирилл Семёнович Гладкий скончался 27 декабря 1831 года в Екатеринославе.
Был кавалером орденов: Святой Анны 1-й степени (1807 г., с алмазами 1811 г.) и 2-й ст. (1805 г.) и Святого Владимира 2-й ст. (1812 г.) и 4-й ст. (1794 г.).
В 1791 году внесен в 1-ю часть родословной книги Екатеринославского наместничества.